# Alexander Moody-Stuart
Alexander Moody-Stuart (15. června 1809, Paisley – 31. července 1898, Crieff) byl skotský reformovaný teolog, kazatel a spisovatel. Působil ve Svobodné skotské církvi (Free Church of Scotland), kde roku 1875 zastával úřad moderátora Valného shromáždění.
Byl odpůrcem vyšší biblické kritiky.
Zasloužil se o rozvoj přátelských vztahů mezi skotskými presbyteriány a českými a maďarskými reformovanými evangelíky. Roku 1870 vydal v Londýně knihu A visit to the Land of Huss. V evangelické modlitebně v Kutné Hoře se nachází jeho pamětní deska.
Roku 1896 vyšla v češtině jako kniha Tři Marie. Biblické studie.
Roku 1839 se oženil s Jessie Stuartovou (†1891), jejíž příjmení připojil ke svému.